# Tetraphidaceae
Tetraphidaceae, porodica mahovnjača u vlastitom redu Tetraphidales, i razredu Polytrichopsida, ponekad Tetraphidopsida. Postoje 4 ili pet vrsta unutar 2 roda.
Porodica Calomniaceae, koja je nekada bila klasificirana u ovaj red, danas je uključena u red Rhizogoniales.

## Rodovi
1. Tetraphis Hedw.
2. Tetrodontium Schwägr.